# 1454
1454 (MCDLIV) a fost un an comun al calendarului iulian, care a început într-o zi de marți.

## Evenimente
- Pacea de la Lodi. Tratat încheiat între Veneția și Milano, încheind Războiul de succesiune pentru ducatul milanez în favoarea lui Francesco Sforza.

## Nașteri
- 9 martie: Amerigo Vespucci, navigator italian (d. 1517)

## Decese
- 20 iulie: Ioan al II-lea al Castiliei, 49 ani (n. 1405)